# Саџан Пракаш
Саџан Пракаш (хинд. सजन प्रकाश, там. சாஜன் பிரகாசு, енгл. Sajan Prakash; Кочин, 14. септембар 1993) индијски је пливач чија специјалност су трке слободним и делфин стилом на 200 метара. Вишеструки је национални рекордер и првак, учесник светских првенстава и члан олимпијске репрезентације Индије.

## Спортска каријера
Пракаш је 2015. дебитовао на светском првенству које се одржало у руском Казању, не успевши да се пласира у финала трка на 1.500 слободно (35. место) и 200 делфин (31. место). Успео је да се квалификује за наступ на ЛОИ 2016. у Рију где је заузео 28. место у трци на 200 делфин. У децембру исте године наступио је и на светском првенству у малим базенима у Виндзору.
Учествовао је и на светским првенствима у Будимпешти 2017. (48. на 100 делфин и 30. на 200 делфин) и Квангџуу 2019. (41. на 100 делфин, 24. на 200 делфин и 49. на 200 слободно). 